# Stenatemnus procerus
Stenatemnus procerus är en spindeldjursart som beskrevs av Beier 1957. Stenatemnus procerus ingår i släktet Stenatemnus och familjen Atemnidae. Inga underarter finns listade i Catalogue of Life.